# Czarnogłów (gromada)
Czarnogłów – dawna gromada, czyli najmniejsza jednostka podziału terytorialnego Polskiej Rzeczypospolitej Ludowej w latach 1954–1972.
Gromady, z gromadzkimi radami narodowymi (GRN) jako organami władzy najniższego stopnia na wsi, funkcjonowały od reformy reorganizującej administrację wiejską przeprowadzonej jesienią 1954 do momentu ich zniesienia z dniem 1 stycznia 1973, tym samym wypierając organizację gminną w latach 1954–1972.
Gromadę Czarnogłów z siedzibą GRN w Czarnogłowiu utworzono – jako jedną z 8759 gromad na obszarze Polski – w powiecie mińskim w woj. warszawskim, na mocy uchwały nr VI/10/7/54 WRN w Warszawie z dnia 5 października 1954. W skład jednostki weszły obszary dotychczasowych gromad Czarnogłów, Duchów i Wólka Czarnogłowska ze zniesionej gminy Rudzienko oraz obszary dotychczasowych gromad Garczyn Mały, Pokrzywnik, Strzebula i Zimnowoda ze zniesionej gminy Chrościce w tymże powiecie. Dla gromady ustalono 10 członków gromadzkiej rady narodowej.
Gromadę zniesiono 1 stycznia 1958, a jej obszar włączono do gromad: Dobre (wsie Czarnogłów, Duchów i Wólka Czarnogłowska oraz kolonie Baltazarów i Czarnogłów) i Wiśniew (wsie Garczyn Mały, Pokrzywnik, Strzebula i Zimnowoda) w tymże powiecie.